# Endlicheria mishuyacensis
Endlicheria mishuyacensis är en lagerväxtart som beskrevs av A. C. Smith. Endlicheria mishuyacensis ingår i släktet Endlicheria och familjen lagerväxter. Inga underarter finns listade i Catalogue of Life.